# محمد بن الحسن النواجي
شمس الدين محمد بن حسن النَّواجي (788 هـ - 859 هـ / 1386 - 1455م) عالم بالأدب، نقّاد، له شعر. من أهل مصر.
له كتب منها: (حلبة الكميت) و (مراتع الغزلان في الحسان من الغلمان) و (خلع العذار في وصف العذار).